# 松盛茂
松盛 茂（まつもり しげる、1952年7月20日 - ）は、北海道出身の元プロ野球選手（捕手）。湘南シーレックスのバス運転手。

## 来歴・人物
函館総合高等職業訓練校を卒業後、日立製作所に入社。斎久工業を経て、1973年にドラフト外で大洋ホエールズに入団。一軍での試合出場がないまま、1979年に現役引退。
引退後は、球団に残り1980年から2000年まで打撃捕手を務める。2001年からは湘南シーレックスのバスの運転手をしている。

## 詳細情報

### 年度別打撃成績
- 一軍公式戦出場なし

### 背番号
- 58 （1974年 - 1979年）
- 89 （1980年 - 2000年）